# World Youth Alliance
World Youth Alliance (Aliança Mundial da Juventude, na tradução em português, embora geralmente se utilize o nome em inglês). A WYA é uma Organização Não Governamental e sem fins lucrativos, formada por jovens que trabalham com o propósito de promover a dignidade humana a nível internacional, nacional e local. A WYA trabalha para construir vínculos de solidariedade entre os países desenvolvidos e em vías de desenvolvimento. A WYA foi fundada em 1999 como uma reação de consciência na Conferência das Nações Unidas sobre População e Desenvolvimento (ICPD +5). Numa reunião convocada para discutir as necessidades da população mundial, um grupo de aproximadamente 30 jovens, que declaravam representar a juventude de todo o mundo, solicitavam uma série de petições; no entanto, não abordaram as necessidades básicas da juventude como o acesso à água potável, saneamento, educação, nutrição, saúde e emprego. Uma jovem de 21 anos chamada Anna Halpine, juntamente com algumas pessoas, decidiram ir à assembleia na manhã seguinte a essa reunião e distribuíram panfletos cor-de-rosa muito chamativos que afirmavam que esse grupo de 30 não representava toda a juventude do mundo. É por isso que Anna fez um chamado para uma discussão sobre questões relacionadas aos direitos humanos e às necessidades básicas. A declaração foi bem recebida por muitas delegações e pediu-se para que mantivessem uma presença permanente nas Nações Unidas, e também para que trabalhassem com os jovens nos países dos delegados. A necessidade de uma voz juvenil forte e ecoante nos assuntos internacionais que promovessem a dignidade era evidente, então a World Youth Alliance foi fundada. A WYA reconhece que a dignidade intrínseca da pessoa é o fundamento de todos os direitos humanos e é independente de qualquer condição individual; portanto, nenhuma comunidade humana pode conceder ou rescindir essa dignidade. A Carta de Compromisso (Charter) da WYA alega igualmente que o desenvolvimento autêntico da sociedade pode ocorrer "somente em uma cultura que fomente o desenvolvimento humano integral, caracterizado pelo crescimento físico, espiritual, mental e emocional, em um clima de respeito para com a pessoa humana e a família".

## Declarações e Discursos da WYA
Disponíveis somente em inglês
- Bratislava Youth Declaration

Bratislava, Eslováquia 2001 
- Declaration on the Human Person

Toronto, Canadá 2002
- Declaration on Responsible Stewardship

Joanesburgo, South Africa 2002
- Declaration on HIV/AIDS

Nova Iorque, Estados Unidos 2003
- Statement on Human Cloning

Sede das Nações Unidas, Nova Iorque, Estados Unidos 2003
- Declaration on the Family

Bruxelas, Bélgica 2004
- Statement on Woman

Nova Iorque, Estados Unidos 2005
- Declaration on Solidarity

Colónia, Alemanha 2005
- Declaration on Good Governance

Sede das Nações Unidas, Nova Iorque, Estados Unidos 2006
- Declaration on Development

Sede das Nações Unidas, Nova Iorque, Estados Unidos 2007
- Statement on the Uses of Assisted Reproductive Technologies

Sede das Nações Unidas, Nova Iorque, Estados Unidos 2008
- Declaration on the Philosophy of Human Rights

Sede das Nações Unidas, Nova Iorque, Estados Unidos 2009
- Declaration on Maternal Health

Sede das Nações Unidas, Nova Iorque, Estados Unidos 2010
- Declaration on Population and Economics

Sede das Nações Unidas, Nova Iorque, Estados Unidos 2011

## WYA nas Nações Unidas
Disponível somente em inglês
- WYA written statement for the 2010 United Nations Commission on the Status of Women

- WYA written statement for the 2011 United Nations Commission on the Status of Women

## Sede Principal
World Youth Alliance Headquarters
228 East 71st Street
New York, NY 10021
Estados Unidos da América
Tel.: +1 212 585 0757
Fax: +1 212 585 0785

## África
World Youth Alliance Africa
P.O. Box 24021, 00100
Nairobi, Quénia
Tel.: +254 20 2250 754
africa@wya.net

## Ásia Pacífico
World Youth Alliance Asia Pacific
11 JP Laurel Street,
Xavier Ville, Loyola Heights
Quezon City 1108
Filipinas
T/F:+632 433 07 15
asiapacific@wya.net

## Europa
World Youth Alliance Europe
Rue Belliard 23A, bte 6
B-1040 Brussels, Bélgica
Phone: +32 2 732 7605
Fax: +32 2 732 7889
europe@wya.net

## América Latina
World Youth Alliance Latin America
Insurgentes Sur 950 * 1er. Piso
Col. Del Valle * C.P.03100
Mexico D.F. *
Phone: +52 (55) 53407908 
latinamerica@wya.net

## América do Norte
World Youth Alliance North America
228 East 71st Street
New York, NY 10021
Estados Unidos da América
Phone: +1 212 585 0757
Fax: +1 212 585 0785
northamerica@wya.net

## Página Oficial
- www.wya.net

## Blogs Regionais da WYA
- World Youth Alliance Africa Regional Blog
- World Youth Alliance Asia Pacific Regional Blog
- World Youth Alliance Europe Regional Blog
- World Youth Alliance Latin America Regional Blog
- World Youth Alliance North America Regional Blog

## Perfis da WYA no Twitter
- World Youth Alliance Africa
- World Youth Alliance Asia Pacific
- World Youth Alliance Europe
- World Youth Alliance Latin America
- World Youth Alliance North America